# ماري بارد
ماري بارد (بالإنجليزية: Mary Bard)‏ هي كاتبة للأطفال وكاتِبة أمريكية، ولدت في 1 نوفمبر 1904 في مونتانا في الولايات المتحدة، وتوفيت في 29 نوفمبر 1970.